# Трка живота
Трка живота (енгл. Rush) је спортска драма из 2013. у режији Рона Хауарда снимљена по сценарију Питера Моргана. Филм приказује ривалство између возача Формуле 1 Џејмса Ханта и Никија Лауде током сезоне 1976. године, а главне улоге тумаче Крис Хемсворт и Данијел Брил.

## Улоге
| Глумац                 | Улога           |
| ---------------------- | --------------- |
| Крис Хемсворт          | Џејмс Хант      |
| Данијел Брил           | Ники Лауда      |
| Оливија Вајлд          | Сузи Милер      |
| Александра Марија Лара | Марлен Лауда    |
| Пјерфранческо Фавино   | Клеј Рагацони   |
| Дејвид Колдер          | Луис Стенли     |
| Натали Дормер          | Џема            |
| Стивен Манган          | Аластер Колдвел |
| Кристијан Макај        | Лорд Хескет     |
| Аластер Петри          | Стирлинг Мос    |
| Колин Стинтон          | Теди Мајер      |
| Џулијан Ринд-Тут       | Ентони Хорсли   |
| Огасто Далара          | Енцо Ферари     |